# Sant Valentí d'Espona
Sant Valentí d'Espona fou una Església romànica del nucli desaparegut d'Espona, del terme comunal de la Llaguna, a la comarca del Conflent, de la Catalunya del Nord.
Es una església poc documentada, al llarg de la història, però destaca el seu esment l'any 1011 (ecclesiam Sancti Valentini in villa Sponda), quan és confirmada com a possessió de Sant Miquel de Cuixà, i torna a ser citada el 1.069, en una delimitació de l'església de Sant Feliu d'Aiguatèbia.
A Sant Vicenç de la Llaguna hi ha una imatge de Sant Valentí, de fusta pintada i daurada, que deu procedir d'aquesta església.
Cal destacar que en el Cadastre napoleònic del 1812, apareix el topònim de Sant Valentí com a nom d'una partida, però sense cap senyal de cap mena de construcció. Actualment a penes en queden més que les restes d'unes parets.